# Willem Ruijs (1894-1942)

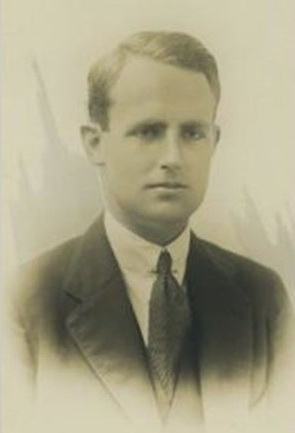
Willem Ruijs

Willem Ruijs (Rotterdam, 25 augustus 1894 – Goirle, 15 augustus 1942) was een telg uit een beroemd Nederlands redersgeslacht en directeur van de Rotterdamsche Lloyd. Hij was actief in het verzet en werd door de Duitsers als gijzelaar gefusilleerd. Naar hem is het passagiersschip Willem Ruys genoemd.
Willem Ruijs werd geboren in Rotterdam op 25 augustus 1894 en was de zoon van reder Bernardus Ewoud Ruijs en Wilhelmina Petronella van Hoboken. Na de HBS in Rotterdam studeerde Ruijs in het Zwitserse Neuchâtel aan de Hogere Handelsschool. In 1917 vertrok hij naar Nederlands-Indië. Daar en in Australië, Japan en de Verenigde Staten van Amerika bekwaamde hij zich in de praktijk van het scheepvaartbedrijf. Hij werd in 1919 firmant van Wm. Ruys & Zonen en medeleider van de Rotterdamsche Lloyd. Hij was ook commissaris van andere belangrijke ondernemingen. Hij trouwde op 2 november 1934 in 's Gravenhage met Euphemie Elisabeth van Houten, en kreeg een dochter. 
Na het terugtreden van zijn vader en zijn oom als directeur van de Rotterdamsche Lloyd in 1940 werd hij tot directeur benoemd. Van 18 december 1940 tot 17 mei 1941 zat Ruijs gevangen op verdenking van steun aan het verzet. Ruijs had geweigerd om het verenigingsgebouw van ‘de Maas’ en de boten van de vereniging en haar leden af te staan aan de bezetter. Van 11 oktober 1941 tot 5 januari 1942 zat Ruijs weer gevangen, ditmaal vanwege contacten met een Engelse agent. Op 13 juli 1942 volgde zijn derde arrestatie en werd hij als Todeskandidat (gijzelaar) gevangengezet in het seminarie Beekvliet, onderdeel van kamp Sint-Michielsgestel.
Op 7 augustus 1942 pleegde de verzetsgroep Nederlandsche Volksmilitie in Rotterdam een aanslag op het Luchtspoor, gericht tegen een trein met Duitse verlofgangers. De aanslag mislukte doordat een deel van de springlading voortijdig tot ontploffing kwam. De daders werden door de Duitse bezetter opgeroepen zich binnen een week te melden, maar deden dit niet. Als represaille werd Willem Ruijs op 15 augustus samen met de Rotterdammers Christoffel Bennekers en Robert Baelde, en met Otto Ernst Gelder graaf van Limburg Stirum en Alexander baron Schimmelpenninck van der Oije gefusilleerd op het landgoed Gorp en Roovert.

## Schip
Het passagiersschip Willem Ruys, later herdoopt in Achille Lauro, was in de jaren 1950 het vlaggenschip van de Koninklijke Rotterdamsche Lloyd. De maatschappij verkreeg het predicaat Koninklijke in 1947 ter nagedachtenis aan deze directeur, en uit dankbaarheid voor alles wat de Lloyd tijdens de oorlogsjaren voor Nederland had betekend. De Willem Ruys behoorde met de Oranje en de Nieuw Amsterdam tot de Grote Drie van de Nederlandse passagiersscheepvaart in de jaren na de oorlog.

## Straten
In Rotterdam herinnert de Willem Ruyslaan, gelegen tussen de Oudedijk en de Boven Oostzeedijk, aan Ruijs. Deze laan werd na de oorlog aangelegd. Hier staat sinds 1990 ook het oorlogsmonument de "Steen van de miljoenen tranen". Het straatnaambord vermeldt: "Verzetshelden, op 15 augustus 1942 door de Duitse bezetter doodgeschoten als vergelding voor een bomaanslag".
In Goirle, waar de fusillade van de vijf slachtoffers plaatsvond, herinneren vijf straatnamen aan deze onschuldige mensen: in de wijk Grobbendonck bevinden zich de Schimmelpenninck van der Oyestraat, Willem Ruysstraat, Christoffel Bennekersstraat, Van Limburg Stirumstraat en de Robert Baeldestraat. In Vlissingen is de De Willem Ruysstraat vernoemd naar het passagiersschip, dat tijdens de oorlogsjaren 1940-1945 als bouwnummer 214 op de scheepswerf van de Koninklijke Maatschappij De Schelde in Vlissingen lag.

## Oorlogsmonument
Op het landgoed Gorp en Roovert werd op 14 augustus 1945, precies op de plek waar de fusillade plaatsvond, een gedenkplaats ingericht waaraan in 1946 een monument is toegevoegd waarop de namen van de vijf slachtoffers staan vermeld. Twee van hen (Otto Ernst Gelder graaf van Limburg Stirum en Alexander baron Schimmelpenninck van der Oye) liggen hier ook begraven. Jaarlijks wordt op 15 augustus bij het monument een formele herdenking gehouden.

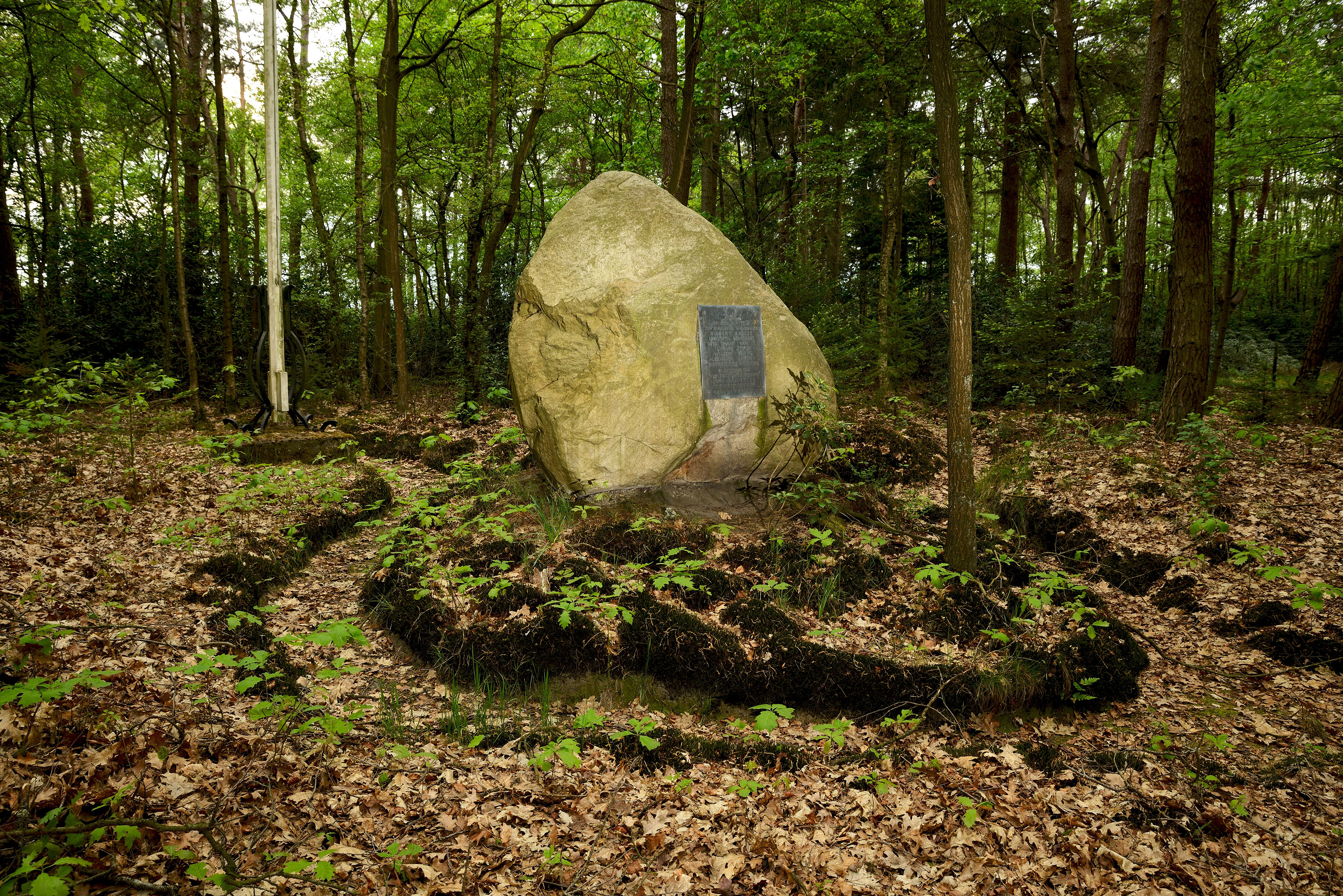
Gedenkmonument op landgoed Gorp en Roovert

Ruijs staat vermeld op de Erelijst van Gevallenen 1940-1945.